# Horní Lukavice
Horní Lukavice (en allemand : Ober Lukawitz) est une commune du district de Plzeň-Sud, dans la région de Plzeň, en République tchèque. Sa population s'élevait à 453 habitants en 2022.

## Géographie
Horní Lukavice se trouve à 5 km au nord du centre de Přeštice, à 15 km au sud-sud-ouest de Plzeň et à 95 km à l'ouest-sud-ouest de Prague.
La commune est limitée par Chlumčany au nord, par Dolní Lukavice à l'est et au sud, et par Přeštice et Dnešice à l'ouest.

## Histoire
La première mention écrite de la localité date de 1216.

## Galerie

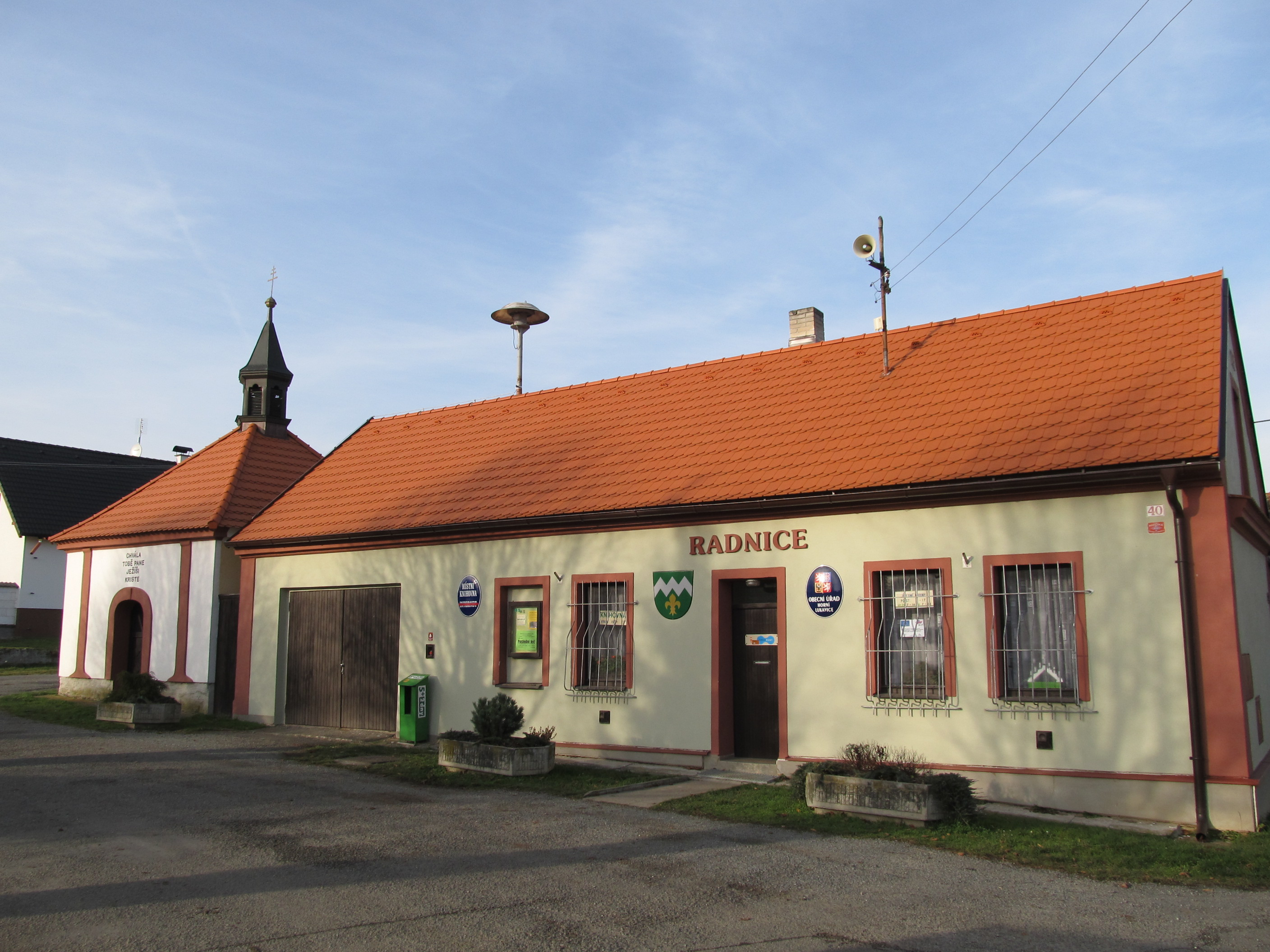
Chapelle et mairie.
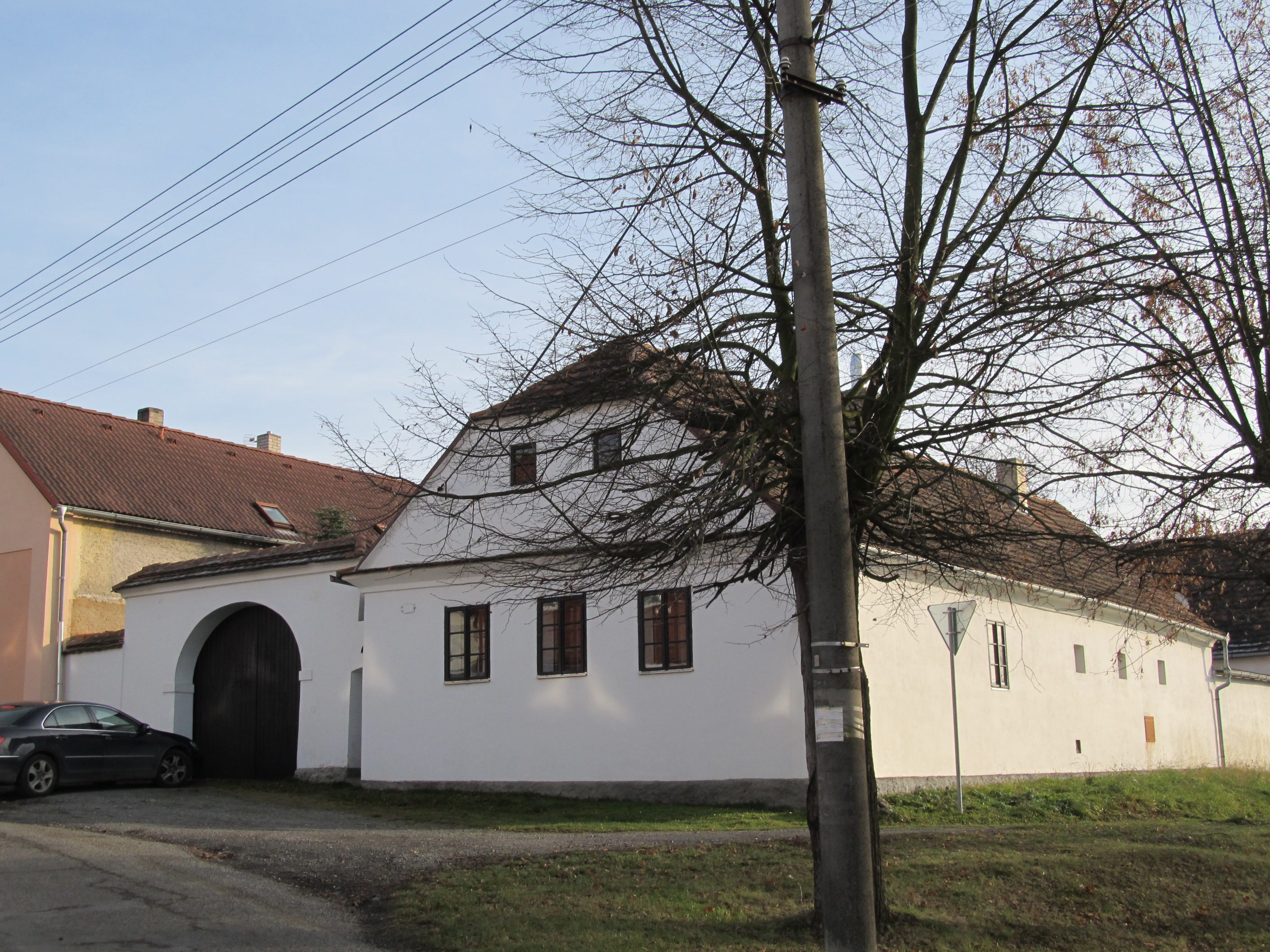
Maison à Horní Lukavice.

## Transports
Par la route, Horní Lukavice se trouve à 5 km de Přeštice, à 18 km de Plzeň et à 106 km de Prague.